# Mosaic de Zliten
El mosaic de Zliten és un mosaic romà del s. II de, trobat a la ciutat de Zliten (Líbia), a la costa est de l'antiga Leptis Magna. El descobrí l'arqueòleg italià Salvatore Aurigemma al 1913 i actualment es troba exposat al Museu del Castell Roig. Representa combats de gladiadors, caça d'animals i escenes de la vida quotidiana.

## Història
Fou descobert a l'octubre de 1913 en les ruïnes d'una vil·la romana a la vora de la mar, que més tard es denominaria vil·la Donar Buk Ammera per la zona on fou trobat. Després de ser desenterrat per complet i després de les excavacions realitzades per Salvatore Aurigemma, al 1914, fou considerat immediatament com una obra mestra de l'art del mosaic, tot i que amb una urgent necessitat de conservació i restauració. A la dècada de 1920 fou restaurat i exposat al Museu del Castell Roig. Al 1952 es traslladà amb el museu a la seua nova ubicació i se n'exhibeix a prop del vestíbul d'entrada.

## Discrepàncies en la datació
Hi ha hagut discrepàncies relacionades amb la datació del mosaic, la majoria sobre la base de consideracions arqueològiques o estilístiques, però la qüestió continua sense resoldre's.
En el seu treball sobre aquests mosaics Mosaici di Zliten (1926), Aurigemma ofereix un període aproximat de datació situant-lo durant la dinastia Flàvia (69-96 de). Aquesta cronologia faria del mosaic un dels primers coneguts d'Àfrica del Nord. Sosté la seua hipòtesi en tres arguments:
- La qualitat de l'elaboració d'un mosaic en la mateixa vil·la, situada en una sala veïna, suggereix una datació al més propera possible a l'època d'August (principis del s. I de).
- L'estil de pentinat de la figura de dona que es mostra tocant l'orgue hidràulic és típic del període flavià.
- La representació del mosaic de la Damnatio ad bestias sembla similar als registres de la derrota dels garamants relatada per Tàcit datada del 70 de.[5]

El 1965 Georges Ville l'estudià basant-se en les proves històriques que aportaven els vestits i l'armament dels protagonistes en seccions del mosaic que representaven el venatio (caça) i el munus (lluita amb espasa). Ville observà que la túnica de mànega curta i els caçadors amb les cames nues semblen pertànyer a la fi del s. I o principis del II de, mentre que el tipus de casc del thraex i del mirmil·ló sembla un element intermedi entre el de Pompeia i el dels gladiadors de l'època de Trajà. Per això, Ville data el mosaic entre finals del període flavià i principis del període antoní (finals del s. I o principis del II).<

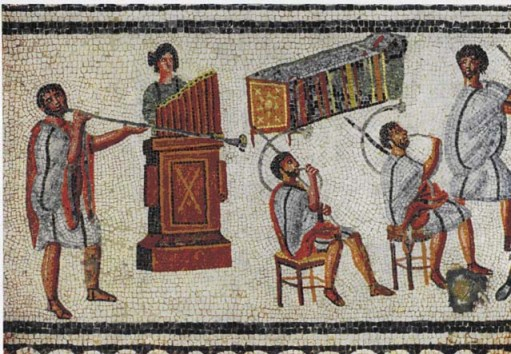
Detall de músics tocant una tuba romana, un hydraulis i dos cornu

Un altre estudi estilístic comparatiu de la historiadora d'art Christine Kondoleon recolza la datació d'un període antoní com a resultat dels elements de disseny del mosaic: s'utilitzen contorns de corda trenada o retorçada per emmarcar cada plafó, els fons negres proporcionen contrast òptic i els plafons alternen patrons circulars i quadrats. Aquestes característiques són semblants a les del mosaic de Reggio Emília, d'època antonina. Kondoleon també afirma els vincles entre els dissenys individuals d'aquests mosaics, sobretot en les formes florals simplificades i els patrons a escala. La historiadora cita la inclusió del pelta, una espècie d'escut lleuger romà, com un vincle addicional en altres mosaics italians de l'època.
El 1985 David Parrish, professor d'història de l'art, proposà la seua datació del 200 de, data que coincideix amb la primera dinastia Severa. Parrish destaca les semblances que hi trobà en comparar l'equipament militar dels dos samnites del mosaic de Zliten amb els guerrers del mosaic de Bad Kreuznach (Alemanya), datat del 250 de. Feu una comparació similar entre el duel entre reciaris i secutor del mosaic de Zliten i els del mosaic de Nennig a Alemanya, datats d'entre el 240 i 250 de. A més, aquest historiador conclou que el mosaic de l'amfiteatre del Djem (Tunísia), datat del 200 de, té vincles evidents amb el mosaic de Zliten quant a la representació realista de l'espai sobre un fons blanc i a l'absència d'ombres i parcel·les de terreny aïllades. Aquesta metodologia fou criticada per alguns estudiosos, entre ells la historiadora d'art Katherine Dunbabin, per basar-se en paral·lelismes estilístics massa amplis entre les obres.

## Composició

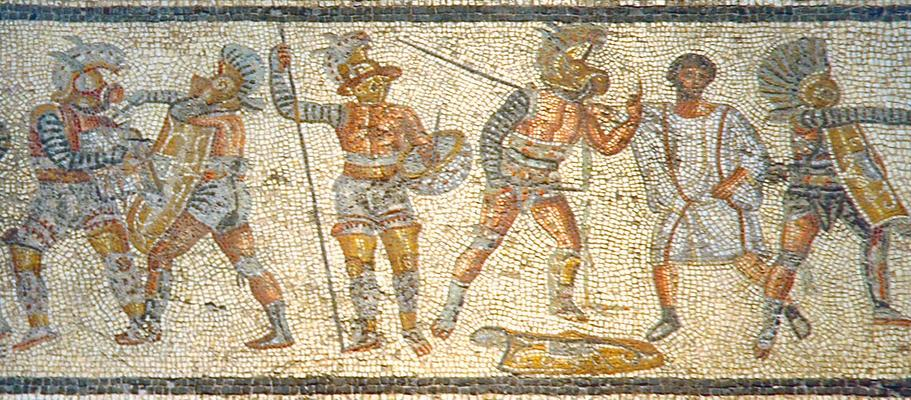
Fragment que mostra una lluita de gladiadors

Part del mosaic es realitzà combinant tres tècniques: opus tessellatum, opus vermiculatum i opus sectile.
La vora geomètrica exterior en blanc i negre s'elaborà amb la tècnica de l'opus tessellatum.
La part central del mosaic es compon de plafons geomètrics quadrats alternats de 0,45 m de costat i fets amb la tècnica d'opus sectile. Dins d'aquests panells hi ha emblemes circulars que representen peixos i altres criatures marines confeccionats amb la tècnica d'opus vermiculatum.